# Enfadolescence
Albums de Serge Lama
Palais des congrès 77
(1977) Palais des congrès 79
(1979)
Enfadolescence est le huitième et premier double album studio de Serge Lama ; il sort en 1978 chez Philips,.

## Titres
L'ensemble des textes est de Serge Lama et les musiques d'Alice Dona, sauf indications contraires.
| 1.  | Du ventre plat au ventre rond                                    |                           |              | 3:30 |
| 2.  | Le Café du lycée                                                 |                           | Yves Gilbert | 3:20 |
| 3.  | Les amitiés particulières, c’est quand les filles nous font peur |                           |              | 2:55 |
| 4.  | Des vagues d’étrangers                                           |                           | Yves Gilbert | 2:55 |
| 5.  | Au service militaire                                             |                           |              | 2:40 |
| 6.  | L’Archevêque                                                     |                           | Yves Gilbert | 3:35 |
| 7.  | La Fille dans l'église                                           | Maurice Vamby, Serge Lama |              | 2:50 |
| 8.  | L’Orphelin                                                       |                           |              | 3:00 |
| 9.  | Toutes les vagues                                                |                           |              | 3:00 |
| 10. | Toi c’est pas pareil                                             |                           |              | 3:50 |
| 11. | Les pas beaux, les pas belles                                    |                           | Yves Gilbert | 2:45 |
| 12. | Soirée sympathique                                               |                           | Emil Stern   | 2:35 |

L'ensemble des textes est de Serge Lama, les musiques sont de Yves Gilbert (sauf indications et/ou précisions supplémentaires).
| 1.  | Moyennant quoi                    | Alice Dona      | 3:00 |
| 2.  | Entre parenthèses                 |                 | 2:45 |
| 3.  | Quand je pars, quand je m’en vais |                 | 2:05 |
| 4.  | Mon frère                         |                 | 2:50 |
| 5.  | Devenir vieux                     |                 | 3:00 |
| 6.  | Le Joyeux fêtard                  | Alice Dona      | 1:45 |
| 7.  | Les Petites fées                  |                 | 2:40 |
| 8.  | Mon enfance m’appelle             |                 | 3:40 |
| 9.  | Au Chili comme à Prague           | Alice Dona      | 4:20 |
| 10. | Femme, femme, femme               | Alice Dona      | 2:55 |
| 11. | À quelle heure                    | Tony Stefanidis | 2:25 |
| 12. | Y a ceux qui descendent           | Alice Dona      | 2:50 |
| 13. | Seul tout seul                    | Alice Dona      | 3:20 |